# آن داود
اَن داوْدْ (انگلیسی: Ann Dowd؛ زادهٔ ۳۰ ژانویهٔ ۱۹۵۶) یک هنرپیشه اهل ایالات متحده آمریکا است.
او در فیلم‌های بی‌شماری در نقش مکمل ظاهر شده‌است که از آن‌ها می‌توان به کارت سبز، فیلادلفیا، ایالت گلستان، کاندیدای منچوری، مارلی و من، عوارض جانبی، ممکن است برای تو هم اتفاق بیفتد، فراموش شده، زیبایی موازی، اطلاع‌رسانی!، زنان ازدواج‌نکرده، موروثی، بتی پیج بدنام و مجموعهٔ تلویزیونی کواری اشاره کرد. 
داود یکی از شخصیت‌های اصلی در مجموعه تلویزیونی فراطبیعی درام بازماندگان (۲۰۱۴-۲۰۱۷) شبکهٔ اچ‌بی‌او بود که به خاطر آن نامزد جوایز امی ساعات پربیننده برای بهترین بازیگر مهمان زن در مجموعه تلویزیونی درام شد. در سال ۲۰۱۷، او نقش شخصیت خاله لیدیا در مجموعهٔ تلویزیونی سرویس هولو تحت عنوان سرگذشت ندیمه را ایفا کرد که برای آن برندهٔ جایزه امی ساعات پربیننده برای بهترین بازیگر نقش مکمل زن در مجموعه تلویزیونی درام شد. 